# HTV-5
HTV-5 (H-II Transfer Vehicle-5), también conocido como Kounotori 5 (こうのとり2号機, “cigüeña blanca”), es el quinto vehículo de transferencia H-II. Fue lanzado el 19 de agosto de 2015 a bordo de un cohete H-IIB (H-IIB F5) fabricado por MHI y la JAXA desde el Tanegashima Space Center. Siendo atrapado por el Canadarm2 a las 7:29 p. m. (JST) del 24 de agosto y completando el atraque al módulo Harmony del Segmento Orbital estadounidense de la ISS el 25 de agosto a las 2:28 a. m. (JST)
Después de descargar los suministros, el HTV-5 fue cargado con residuos y desechos de la ISS, tras lo que abandonó la ISS a las 0:20 a. m. (JST), del 29 de septiembre, destruyéndose durante la reentrada en la atmósfera terrestre el 30 de septiembre a las 5:31 a. m. (JST).